# Roseanna (film, 1967)
Roseanna är en svensk dramafilm från 1967 av Hans Abramson med Keve Hjelm, Hans Bendrik, Tor Isedal m.fl.

## Handling[1]
En död kvinna påträffas i Göta kanal. Ingen vet vem hon är. Rikspolisen och Martin Beck tillkallas. Först efter flera månader får de veta att amerikanskan Roseanna McGraw försvunnit i Sverige. Martin Beck och hans team kan nu rekonstruera Roseannas sista resa med kanalbåten "Diana".

## Om filmen
Som förlaga har filmen Maj Sjöwalls och Per Wahlöös roman Roseanna som utgavs 1965. En nyinspelning av filmen gjordes 1993 i regi av Daniel Alfredson.

## Rollista[4]
- Keve Hjelm – Martin Beck, kriminalassistent
- Hans Ernback – Folke Bengtsson, expressbud
- Tor Isedal – Gunnar Ahlberg, kriminalassistent
- Gio Petré – Roseanna McGraw
- Kerstin Tidelius – Sonja Hansson, polissyster
- Diane Varsi – Mary Jane Peterson, Roseannas väninna
- Michael Tolan – Elmer B. Kafka, Detective Lieutenant
- Braulio Castillo – Edgar Castillo, Roseannas älskare
- Hans Bendrik – Kollberg, kriminalare
- Rolf Larsson – Karl-Åke Eriksson-Stolt, jungman
- Leif Liljeroth – Stenström, kriminalare
- Mona Malm – Siv Lundberg
- Jan Erik Lindqvist – Melander
- Tommy Nilson – Filmförevisaren hos polisen
- Monica Strömmerstedt – kvinnan på servicemacken
- Ann-Marie Adamsson – Martin Becks hustru

## Musik i filmen[5]
- Finska rytteriets marsch (Den snöiga Nord är vårt fädernesland), text Zacharias Topelius, instrumental
- Melodie tropicale, kompositör Nino Nardini, instrumental